# إن بي آيه تو كاي 20
إن بي آيه تو كاي 20 هي لعبة فيديو إلكترونية من نوع رياضة كرة السلة، تم تطويرها بواسطة استوديو فيجوال كونسبتس ونشرتها تو كاي سبورتس، وتعمل لأنظمة بلاي ستيشن 4 وإكس بوكس ون ونينتندو سويتش ومايكروسوفت ويندوز.